# Hans im Glück
La Hans im Glück GmbH è una casa editrice tedesca di giochi da tavolo, specializzata nella produzione e pubblicazione di giochi in stile tedesco.
Nonostante il grande successo internazionale dei propri giochi l'azienda pubblica i propri giochi solo in Germania, affidandosi a terze parti per la pubblicazione su altri mercati. Per esempio negli USA il compito è affidato alla Rio Grande Games mentre nei Paesi Bassi alla 999 Games.
Il nome dell'azienda è dovuto all'omonima fiaba scritta dai Fratelli Grimm (La fortuna di Hans in italiano), contenuta nella raccolta Fiabe del focolare.

## Giochi principali
- 1986 - Die Macher, di Karl-Heinz Schmiel;
- 1990 - 1835, di  Michael Meier-Bachl e Francis Tresham;
- 1992 - Modern Art, di Reiner Knizia;
- 1994 - Manhattan, di Andreas Seyfarth;
- 1995 - El Grande, di Wolfgang Kramer e Richard Ulrich;
- 1997 - Tigris & Euphrates, di Reiner Knizia;
- 1998 - Samurai, di Reiner Knizia;
- 2000 - Carcassonne, di Klaus-Jürgen Wrede;
- 2001 - Medina, di Stefan Dorra;
- 2003 - Amun-Re, di Reiner Knizia;
- 2004 - Goa, di Rüdiger Dorn;
- 2004 - Saint Petersburg, di Bernd Brunnhofer;
- 2005 - Fjords, di Franz-Benno Delonge;
- 2005 - Hazienda, di Wolfgang Kramer;
- 2006 - Taluva, di Marcel-André Casasola Merkle;
- 2006 - Thurn und Taxis, di  Andreas Seyfarth e Karen Seyfarth;
- 2007 - Wikinger, di Michael Kiesling;
- 2008 - Stone Age, di Bernd Brunnhofer;
- 2009 - Dominion, di Donald X. Vaccarino;
- 2009 - Egizia, degli Acchittocca;
- 2009 - Finca, di  Wolfgang Sentker e Ralf zur Linde;
- 2012 - Santa Cruz, di Marcel-André Casasola Merkle;
- 2012 - Die Paläste von Carrara, di Michael Kiesling e Wolfgang Kramer;
- 2013 - Brügge (Bruges), di Stefan Feld;
- 2014 - Die Staufer, di Andreas Steding;
- 2014 - Russian Railroads, di  Helmut Ohley e Leonhard "Lonny" Orgler;
- 2015 - Sulle Tracce di Marco Polo, di Simone Luciani e Daniele Tascini;
- 2016 - Stone Age Junior, di Marco Teubner;
- 2016 - First Class, di  Helmut Ohley;
- 2017 - Majesty: La Tua Corona - Il Tuo Regno, di Marc André;
- 2017 - Valletta, di Stefan Dorra;
- 2019 - Hadara, di Benjamin Schwer;
- 2019 - Marco Polo II: agli ordini del Khan, di Simone Luciani e Daniele Tascini;
- 2020 - Paleo, di Peter Rustemeyer;

## Premi e riconoscimenti
Tra i riconoscimenti più prestigiosi vinti da Hans im Glück ci sono lo Spiel des Jahres ("Miglior gioco dell'anno"), il Deutscher Spiele Preis ("Premio tedesco per i giochi") e il Kinderspiel des Jahres ("Gioco per bambini dell'anno").

### Spiel des Jahres
Il prestigioso premio Spiel des Jahres è stato vinto con:
- 1991 - Drunter & Drüber, di Klaus Teuber;
- 1994 - Manhattan, di Andreas Seyfarth;
- 1996 - El Grande, di Wolfgang Kramer e Richard Ulrich;
- 2001 - Carcassonne, di Klaus-Jürgen Wrede;
- 2006 - Thurn und Taxis, di Andreas Seyfarth e Karen Seyfarth;
- 2009 - Dominion, di Donald X. Vaccarino;

### Kernnerspiel des Jahres
Il premio Kennerspiel des Jahres è stato vinto con:
- 2021 - Paleo, di Peter Rustemeyer;

### Deutscher Spiele Preis
Il premio Deutscher Spiele Preis è stato vinto con:
- 1993 - Modern Art, di Reiner Knizia;
- 1996 - El Grande, di Wolfgang Kramer e Richard Ulrich;
- 1998 - Tigris & Euphrates, di Reiner Knizia;
- 2001 - Carcassonne, di Klaus-Jürgen Wrede;
- 2003 - Amun-Re, di Reiner Knizia;
- 2004 - Saint Petersburg, di Michael Tummelhofer;
- 2009 - Dominion, di Donald X. Vaccarino;
- 2014 - Russian Railroads, di Helmut Ohley e Leonhard Orgler;
- 2015 - Sulle Tracce di Marco Polo, di Simone Luciani e Daniele Tascini;

### Kinderspiel des Jahres
Il prestigioso premio Kinderspiel des Jahres è stato vinto con:
- 2016 - Stone Age Junior di Marco Teubner;